# تحفه هند (فیلم ۱۳۷۳)
تحفه هند فیلمی کمدی به کارگردانی محمدرضا زهتابی، نویسندگی حسین ایری و محمدرضا صفوی و تهیه‌کنندگی یدالله شهیدی، عبدالله علیخانی و حسین فرح‌بخش محصول سال ۱۳۷۳ است.

## خلاصه فیلم
حسن به خاطر بیکاری به هر کاری حتی دزدی دست می‌زند تا اینکه دایی او برایش چند محل مختلف کار پیدا می‌کند اما حسن سر هیچ کاری دوام نمی‌آورد تا اینکه بالاخره حسن به عنوان شاگرد حجرهٔ حاجی به کار مشغول می‌شود و در همین هنگام به فرنگیس دختر آقای زمانی که از همسایگان حاجی است علاقمند می‌شود.

## بازیگران
- اکبر عبدی
- لیلا مصدقی
- اسماعیل داورفر
- شهلا ریاحی
- حمیده خیرآبادی
- مرتضی احمدی
- حسین کسبیان
- محمد ورشوچی
- مرتضی ضرابی
- ملیحه نصیری
- فرحناز منافی ظاهر
- مرتضی اردستانی
- کورپال سینگ
- رحمان مقدم
- شهره فرشی
- شهناز فریدنی
- مینا پورمحمد
- علی حق‌فروش
- محمد احمدی
- عباس قاجار
- قاسم بزرگی
- اسماعیل خدابخش
- جلیل ملک‌زاده
- داوود شاه‌قلعه‌ای
- عباس قاصدی
- محسن ثمری
- رضا واعظ
- ابراهیم بهرامی‌زاده